# 津田絵理奈
津田 絵理奈（つだ えりな、1987年2月24日 - ）は、日本のモデル・女優。大阪府出身。所属事務所はヒルストン・エンタープライズ。
生まれつきの難聴である。学生時代、「夢華」という名前でネットアイドルとして活動していた。

## 出演

### テレビ
- みんなの手話（NHK教育、2007年）
- こども手話ウイークリー（NHK教育、2008年）
- ろうを生きる 難聴を生きる 〜初舞台に賭ける!津田絵理奈（ NHK教育、2008年）
- 衛星デフシアター（CS衛星劇場、2008年）

### テレビドラマ
- 愛の劇場40周年記念ドラマ「ラブレター」（TBS、2008年）- 真奈美役
- NHKドラマスペシャル「心の糸」（NHK、2010年11月27日）

### 映画
- 可奈子の言葉（2006年）
- ゆずり葉-君もまた次のきみへ- (2009年)
- 波紋（2023年）

### 舞台
- 家族対抗歌合戦（2005年）
- ちいさき神の、つくりし子ら（2008年）

### CM
- キユーピー”キユーピークオーター”（2004年）
- コンピューター総合学園HAL（2006年）

### 雑誌
- 週刊朝日
- セブンティーン